# Dracula III: Dziedzictwo
Dracula III: Dziedzictwo – amerykański film grozy z 2005 roku, sequel filmów Dracula 2000 i Dracula II: Odrodzenie, również reżyserowanych przez Patricka Lussiera.

## Obsada
- Jason Scott Lee
- Alexandra Wescourt
- Diane Neal
- Jason London
- Claudiu Bleont
- Serban Celea
- Ioana Ginghina
- Ilinca Goia
- Rutger Hauer
- Roy Scheider